# Funabashi

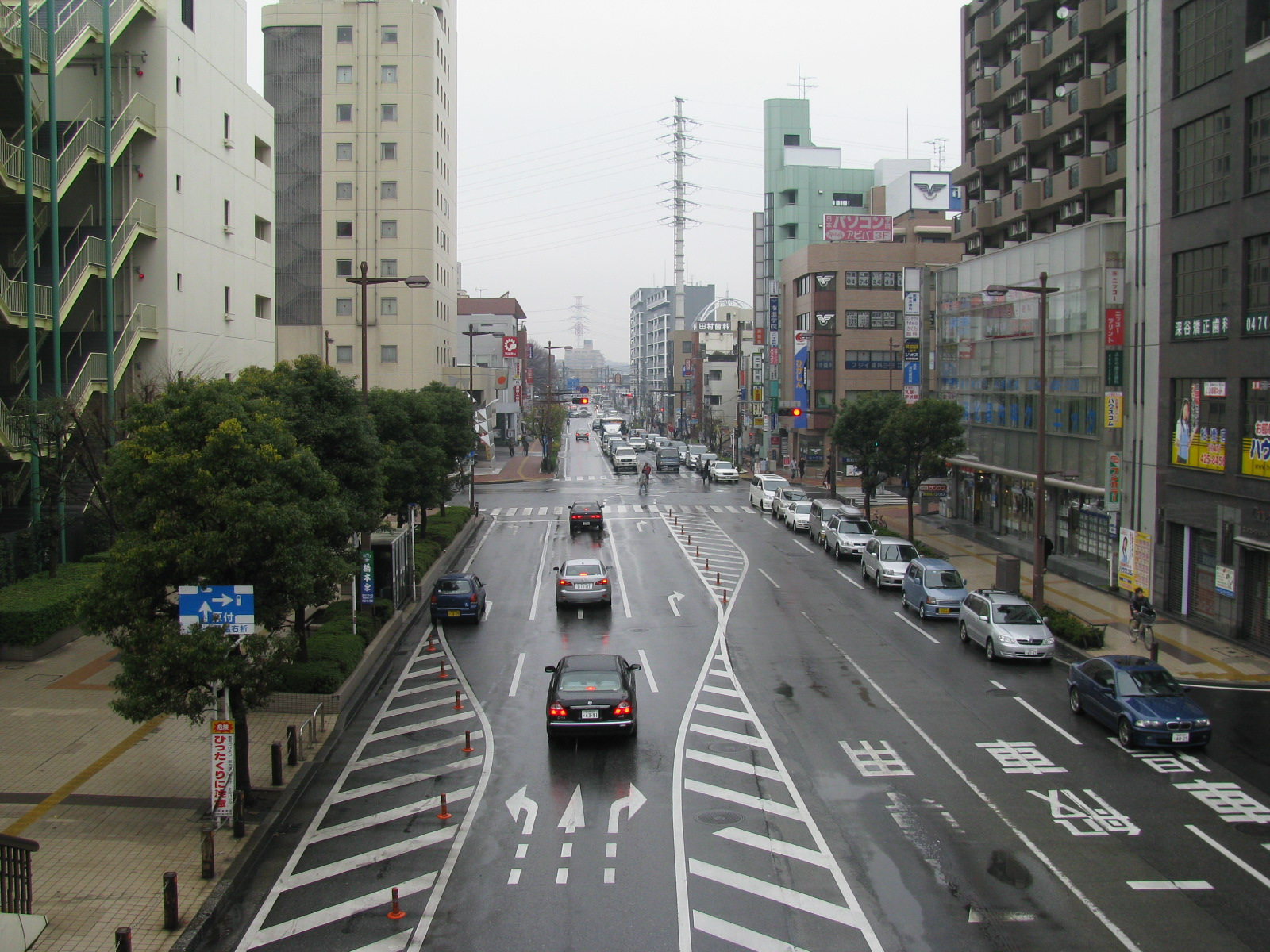
Strada din fața gării

Funabashi (船橋市 Funabashi-shi?) este un municipiu din Japonia, prefectura Chiba.

## Transport

### Feroviar
- JR East - linia Musashino
  - stațiile Funabashi-Hōten și Nishi-Funabashi
- JR East - linia Keiyō
  - segmentul dintre stațiile Nishi-Funabashi și Minami-Funabashi
- JR East - linia Chūō-Sōbu
  - stațiile Higashi-Funabashi, Funabashi, Nishi-Funabashi și Shimōsa-Nakayama
- Keisei - linia principală Keisei
  - stațiile Keisei Nakayama, Higashi-Nakayama, Keisei-Nishifuna, Kaijin, Keisei Funabashi, Daijingūshita și Funabashi-Keibajō
- Shin-Keisei - linia Shin-Keisei
  - stațiile Futawamukōdai, Misaki, Takifudō, Takanekōdan, Takanekido, Kita-Narashino, Narashino, Yakuendai și Maebara
- Hokusō - linia Hokusō
  - stația Komoro
- Tobu - linia Tobu Noda
  - stațiile Magomezawa, Tsukada, Shin-Funabashi și Funabashi
- Tōyō Rapid - linia Tōyō Rapid
  - stațiile Nishi-Funabashi, Higashi-Kaijin, Hasama, Kita-Narashino și Funabashi-Nichidaimae
- Tokyo Metro - linia Tōzai
  - stațiile Baraki-Nakayama și Nishi-Funabashi